# Tossal de la Bastida
El Tossal de la Bastida és una muntanya de 706 metres que es troba al municipi de la Baronia de Rialb, a la comarca catalana de la Noguera.